# Абдул-Азиз ибн Салман Аль Сауд
Абду́л-Ази́з ибн Салма́н ибн Абду́л-Ази́з А́ль Сау́д (араб. عبد العزيز بن سلمان بن  عبد العزيز آل سعود‎; род.1960, Эр-Рияд, Саудовская Аравия) — саудовский принц и министр нефти и минеральных ресурсов с 2019 года.

## Биография

### Ранние годы и образование
Абдул-Азиз ибн Салман Аль Сауд является четвёртым сыном короля Салмана от его первой жены Султаны бинт Турки ас-Судайри, она умерла в июле 2011 года. У него 4 родных брата: Фахд (1955—2001), Султан  (род. 1956), Ахмед (1958—2002) и Фейсал (род. 1970) и  младшая сестра Хасса (род. 1974).
Выпускник Университета нефти и полезных ископаемых короля Фахда— учёная степень управления промышленностью и магистр делового администрирования.

## Карьера
Абдул-Азиз ибн Салман начал работу в том же университете, выпускником которого он являлся в качестве лектора. Был исполняющим обязанности директора в исследованиях энергетики и руководителем отдела исследований.
В 1987 году Абдул-Азиз ибн Салман стал советником министерства нефти, в 1995 году стал заместителем министра нефти и возглавлял энергетический сектор.
В 2005 году Абдул-Азиз ибн Салман стал помощником министра нефти, был в этой должности до апреля 2017 года.
С апреля 2017 по сентябрь 2019 был государственным министром по вопросам энергетики.
8 сентября 2019 года Абдул-Азиз ибн Салман стал министром нефти и минеральных ресурсов.

## Личная жизнь
Женат, у него 3 детей. Считается одним из влиятельных членов династии в стране. Глава благотворительной ассоциации по уходу за пациентами с почечной недостаточностью.